# Лисенко Яків Іванович
Лисенко Яків Іванович (1906, місто Шпола Київської губернії, тепер Черкаської області — 17 липня 1963, місто Івано-Франківськ) — український радянський державний і партійний діяч, очільник Станіславської, а потім Івано-Франківської області. Депутат Верховної Ради УРСР 4—5-го скликань. Депутат Верховної Ради СРСР 6-го скликання. Член ЦК КПУ в 1960—липні 1963 р.

## Біографія
Народився в родині робітника—вантажника. З лютого 1919 року працював ремонтним робітником служби шляху на залізниці у місті Шполі.
У вересні 1930 — червні 1931 року — інструктор Шполянського районного відділу зв'язку.
Член ВКП(б) з жовтня 1930 року.
У червні — жовтні 1931 року — голова Шполянського місцевого комітету Спілки робітників кооперації і держторгівлі.
У жовтні 1931 — січні 1933 року — голова правління колгоспу «Червона нива» міста Шполи Шполянського району.
У січні — квітні 1933 року — секретар партійного осередку машинно-тракторних майстерень у Шполі.
У квітні 1933 — січні 1935 року — голова правління колгоспу «Перемога» міста Шполи Шполянського району Київської області.
У січні 1935 — січні 1937 року — студент Київського комуністичного вузу (Вищої комуністичної школи).
У січні — вересні 1937 року — директор машинно-тракторної станції Макарівського району Київської області.
У вересні 1937 — грудні 1938 року — 1-й секретар Макарівського районного комітету КП(б)У Київської області.
У січні — квітні 1939 року — відповідальний організатор відділу керівних партійних органів ЦК ВКП(б). У квітні — травні 1939 року — завідувач сектору, у травні 1939 — лютому 1941 року — завідувач відділу торговельних кадрів Управління кадрів ЦК ВКП(б).
У лютому 1941 — вересні 1943 року — заступник народного комісара торгівлі Російської РФСР.
У вересні 1943 — травні 1945 року — заступник завідувача відділу кадрів Київського обласного комітету КП(б) України.
У травні 1945 — вересні 1949 (офіційно 11 травня 1950) року — секретар Харківського обласного комітету КП(б) України з кадрів.
У вересні 1949 — вересні 1952 року — слухач Київської Вищої партійної школи при ЦК КП(б) України.
У вересні 1952 — червні 1959 року — 2-й секретар Станіславського обласного комітету КП України.
У червні 1959 — 17 липня 1963 року — 1-й секретар Станіславського (Івано-Франківського) обласного комітету КП України.

## Нагороди
- орден Леніна
- орден Трудового Червоного Прапора (23.01.1948)
- три медалі